# ويندي باركر
ويندي باركر (بالإنجليزية: Wendy Barker)‏ هي كاتِبة وشاعرة أمريكية، ولدت في 22 سبتمبر 1942.